# Vallviks kyrka
Vallviks kyrka är ett kapell som ligger i Vallvik i Söderhamns kommun. Kapellet byggdes 1955. Bakom tillkomsten låg en kyrklig syförening, som sedan 1930-talet samlat in pengar till en egen kyrka. Vallviks kapell överlämnades 1968 till Söderala pastorat.
Den 17 april 2005 firades sista högmässan i kyrkan, som sedan såldes.

## Kyrkobyggnaden
Kyrkan har en stomme av tegel och har putsade ytterväggar. Innertaket av trä har en höjd på tio meter under taknock. Vid kyrkan finns en anslutande vinkelbyggnad som innehåller en församlingssal. Kyrkorummet har fast bänkinredning och här finns plats för 120 personer. Utrymmet går att utöka med 70 platser genom att öppna en vikvägg mot församlingssalen.

## Inventarier
Kor och altare är ritade av Lars Ridderstedt. På altaret finns en triptyk skapad av Marianne Nordström.

### Orgel
En orgel köptes 1966 från Högalids kyrkan i Stockholm, där den hade använts som interimsorgel. Orgeln byggdes 1965 av Olof Hammarberg, Göteborg. Den är mekanisk och har slejflåda. Tonomfånget är på 56/27.
| Manual         | Pedal   |
| Gedakt 8'      | Bihängd |
| Koppelflöjt 4' |         |
| Principal 2'   |         |
| Waldflöjt 2'   |         |
| Mixtur III     |         |

### Fotnoter
1. ↑  ”Sista högmässan i Vallviks kyrka”. Dagen. 18 april 2005. http://www.dagen.se/sista-hogmassan-i-vallviks-kyrka-1.220356. Läst 16 oktober 2017.
2. ↑  Jan Håkan Åberg, red (1990). Inventarium över svenska orglar: 1990:II, Uppsala stift. Svenska kyrkan i utlandet. Tostared: Förlag Svenska orglar. Libris 4108784